# Discografia di Krayzie Bone
Di seguito è riportata la discografia del rapper statunitense Krayzie Bone:

## Albums

### Studio
| Anno | Album                                                                               | Posizioni in classifica | Posizioni in classifica | Certificazione   |
| Anno | Album                                                                               | U.S. Hot 100            | U.S. R&B                | Certificazione   |
| ---- | ----------------------------------------------------------------------------------- | ----------------------- | ----------------------- | ---------------- |
| 1999 | Thug Mentality 1999 - Pubblicazione: 6 aprile 1999 - Etichetta: Ruthless/Relativity | 4                       | 2                       | Disco di platino |
| 2001 | Thug On Da Line - Pubblicazione: 28 agosto 2001 - Etichetta: Ruthless/Loud/Sony     | 27                      | 13                      |                  |

### Sotto etichetta indipendente
| Anno | Album                                                                               | Posizioni in classifica |
| Anno | Album                                                                               | U.S.                    |
| ---- | ----------------------------------------------------------------------------------- | ----------------------- |
| 2005 | Gemini: Good Vs. Evil - Pubblicazione: 8 febbraio 2005 - Etichetta: Ball'r/ThugLine | 69                      |

### Underground
- LeathaFace: The Legends Underground (Part I) (2003)
- Too Raw for Retail (2005)
- Mellow, Smooth and Krazie (2007)

### Mixtapes
- Streets Most Wanted (2006)
- The Fixtape Vol. 1: Smoke on This (2007)
- Thugline Boss (2007)

## Singoli

### Solo
| Anno | Canzone                             | Posizioni in classifica | Posizioni in classifica | Posizioni in classifica | Posizioni in classifica | Album                 |
| Anno | Canzone                             | U.S. Hot 100            | U.S. R&B/Hip-Hop        | U.S. Rap                | Rhythmic Top 40         | Album                 |
| ---- | ----------------------------------- | ----------------------- | ----------------------- | ----------------------- | ----------------------- | --------------------- |
| 1999 | Thug Mentality                      | -                       | 47                      | -                       | 28                      | Thug Mentality 1999   |
| 1999 | Paper                               | -                       | -                       | -                       | -                       | Thug Mentality 1999   |
| 2001 | Hard Time Hustlin' (featuring Sade) | -                       | -                       | -                       | -                       | Thug On Da Line       |
| 2005 | Get'chu Twisted                     | -                       | -                       | -                       | -                       | Gemini: Good Vs. Evil |

### Con collaborazione
| Anno | Canzone                                                                          | Posizioni in classifica | Posizioni in classifica | Posizioni in classifica | Posizioni in classifica | Album                               |
| Anno | Canzone                                                                          | U.S. Hot 100            | U.S. R&B/Hip-Hop        | U.S. Rap                | Rhythmic Top 40         | Album                               |
| ---- | -------------------------------------------------------------------------------- | ----------------------- | ----------------------- | ----------------------- | ----------------------- | ----------------------------------- |
| 2000 | Until We Rich (Ice Cube feat. Krayzie Bone)                                      | -                       | 50                      | -                       | 21                      | War & Peace Vol. 2 (The Peace Disc) |
| 2002 | I Don't Give A... (Lil Jon And The East Side Boyz feat. Mystikal & Krayzie Bone) | -                       | 50                      | -                       | -                       | Kings Of Krunk                      |
| 2002 | I Don't Wanna Die (Coolio feat. Krayzie Bone)                                    | -                       | -                       | -                       | -                       | Coolio and Friends                  |
| 2006 | Ridin' (Chamillionaire feat. Krayzie Bone)                                       | 1                       | 7                       | 2                       | 1                       | The Sound of Revenge                |
| 2006 | Spit Your Game (The Notorious B.I.G. feat. Twista, Krayzie Bone & 8 Ball & MJG)  | -                       | 68                      | -                       | -                       | Duets: The Final Chapter            |

## Ulteriori apparizioni
| Anno | Canzone                                                                                    | Album                                |
| ---- | ------------------------------------------------------------------------------------------ | ------------------------------------ |
| 1996 | Let's All Get High (Da Brat feat. Krayzie Bone)                                            | Anuthatantrum                        |
| 1998 | Good Times (Fat Joe feat. Krayzie bone & Layzie Bone)                                      | Don Cartagena                        |
| 1998 | Don't Hate On Me (Jermaine Dupri feat. Da Brat & Krayzie Bone)                             | Life In 1472                         |
| 1999 | I Still Believe Remix (Mariah Carey feat. Krayzie Bone & Da Brat)                          |                                      |
| 1999 | Up There (Project Pat feat. Krayzie Bone & Mack. E)                                        | Ghetty Green                         |
| 1999 | Thugs & Hustlers (Naughty By Nature feat. Krayzie Bone & Mag)                              | Nineteen Naughty Nine: Nature's Fury |
| 2004 | Walk Like A Warrior (Dead Prez feat. Krayzie Bone)                                         | Revolutionary But Gangsta            |
| 2005 | Freaks (Play-N-Skillz feat. Krayzie Bone & Adina Howard)                                   | The Process                          |
| 2005 | Don't Forget About Us Remix (Mariah Carey feat. Krayzie Bone, Layzie Bone & Juelz Santana) |                                      |
| 2006 | Destroy You (DJ Khaled feat. Twista & Krayzie bone)                                        | Listennn...The Album                 |
| 2006 | Never Let You Down (Frankie J feat. Krayzie Bone & Layzie Bone)                            | Priceless                            |
| 2006 | Untouchable (Tupac feat. Krayzie Bone)                                                     | Pac's Life                           |
| 2007 | The Bill Collecta (Chamillionaire feat. Krayzie Bone)                                      | Ultimate Victory                     |
| 2007 | Defend Your Own (Collie Buddz feat. Krayzie Bone)                                          | Collie Buddz                         |